# Académie de l'Union
L'Académie de l'Union - École supérieure professionnelle de théâtre du Limousin est une des douze écoles supérieures d'art dramatique de France. Elle se situe sur deux sites du département de la Haute-Vienne : le Théâtre de l'Union (Centre dramatique national de Limoges), et au château du Mazeau, situé sur la commune de Saint-Priest-Taurion, à environ 15 km à l'est de Limoges.
L'Académie délivre le diplôme national supérieur professionnel de comédien (DNSPC) au bout de trois ans d'apprentissage, et en partenariat avec l'Université de Limoges à laquelle les élèves sont automatiquement inscrits en parallèle, une Licence professionnelle Métiers de la culture pour le développement territorial.
Elle est dirigée depuis 2021 par Aurélie Van Den Daele.